# Культовый фильм
Ку́льтовый фильм (от англ. cult film) — фильм, ставший объектом почитания у сплочённой (иногда узкой) группы поклонников (культовой классикой). Хотя культовым может стать как авторский, так и мейнстримный фильм, иногда к ним относят фильмы, не достигшие успеха в широком прокате и получившие популярность в некоторых социальных группах и субкультурах. Почитание может проявляться в регулярных просмотрах, традициях при совместном просмотре («Один дома») и вплоть до создания субкультуры на основе вымышленного мира («Звёздные войны», «Звёздный путь» и др.).

## Понятие культового фильма
Культовым фильмом называют фильм, вокруг которого сложился своего рода культ — узкий, но сплочённый круг фанатов, однако этот термин расплывчат, не имеет жёстких рамок и может применяться к различным фильмам. Так, например, это определение может уточняться таким образом, что культовым не считается фильм, добившийся широкого успеха у публики и критиков или выпущенный крупной студией с большим бюджетом. Культовые фильмы определяются через свою аудиторию в той же степени, что и своим содержанием. Поклонение может приобретать формы косплея, тематических вечеринок и фестивалей, ролевых игр.
В 2008 году журнал «Cineaste» опросил ряд киноведов, предложив им дать определение культового фильма. Некоторые из них определяют культовый фильм через оппозицию к мейнстримному кинематографу и наличие элемента трансгрессии. Другие возражают, указывая, что культовые фильмы стали частью мейнстрима и нацелены на аудиторию, преимущественно состоящую из белых молодых людей. Большинство определений так или иначе включали указание на существование вокруг фильма какого-то сообщества фанатов. Майкел Дж. Ковен указывает на различия между понятием «культовый фильм» и такими терминами как грайндхаус, фильм категории B, жанровое кино, полуночное кино, которые часто смешиваются с феноменом культового кино. Мэтт Хиллс предлагает определение в духе теории структурации, где особая реакция фанатов может быть обусловлена свойствами самого фильма, и оба этих фактора имеют значение. Эрнест Матейс считает, что приобретение культового статуса — это случайный процесс, и одно из его свойств в том, что оно плохо поддаётся маркетинговым стратегиям.
Само понятие культовости часто путает с фан-базой фильмов, так как культовость по большей степени является признанием и поклонением, что в переносе на термин кинематографа является признанием не только зрителя, но и кинокритиков, именитых режиссёров и прочих экспертов, что значительно сужает круг культовости многих фильмов в целом 

## История
Культовые фильмы появлялись ещё в ранние периоды истории кино. Так, «Носферату. Симфония ужаса» (1922) был неавторизованной экранизацией романа Брэма Стокера «Дракула», и вдова Стокера через суд добилась уничтожения известных копий фильма. У «Носферату» сложился культовый статус, так как с фильмом стало возможно ознакомиться только через нелегально циркулировавшие пиратские копии. Чак Клейнханс относит к первым культовым фильмам работы братьев Маркс, вокруг которых стали появляться преданные фанаты, наизусть знавшие их фильмы. Некоторые фильмы, сейчас повсеместно признанные классическими и этапными для киноязыка, такие как «Ночь охотника» (1955), в момент выхода получали плохую прессу и терпели неудачу в прокате, затем долгое время довольствуясь культовым статусом у немногочисленных поклонников. В 1950-х и 1960-х из-за особенностей кинопроката в США европейские артхаусные фильмы и местное эксплуатационное кино распространялись и рекламировались сходным образом, вместе влияя на формирование нишевого культового кино.
Культовое кино в современном понимании выросло на рубеже 1950-х и 1960-х из кинотеатров-«грайндхаусов» и кинотеатров под открытым небом для автомобилистов («драйв-инов»), в которых показывались малобюджетные коммерческие фильмы («королём» таких фильмов был Роджер Корман) и по тем или иным причинам ставшие маргинальными знаковые фильмы прошлых лет, в первую очередь «Уродцы» Тода Браунинга. Позднее, с появлением в начале 1970-х полуночных кинотеатров, специализировавшихся на фильмах ужасов, эксплойтейшне и разнообразном маргинальном кино, сложилась особая культура просмотра фильмов, включавшая посещение сеансов в самодельных костюмах, громкое обсуждение происходящего на экране и другие способы вовлечения зрителей. Именно полуночным кинотеатрам обязаны культовым статусом «Крот» А. Ходоровски, «Розовые фламинго» Дж. Уотерса, «Ночь живых мертвецов» Дж. Ромеро, «Голова-ластик» Д. Линча. Тогда же были заново открыты фильмы Эда Вуда, один из которых — «План девять из открытого космоса» — стал широко известен как «худший фильм всех времён». Фильм «Шоу ужасов Рокки Хоррора», вокруг которого сложилась собственная субкультура, ознаменовал приход к полуночным кинотеатрам широкой популярности.
В конце 1980-х феномен культовых фильмов был замечен зрителями и кинокритиками. Был придуман и стал всё чаще употребляться термин — «культовый фильм». В 1990-х Квентин Тарантино частично стилизовал свои картины под эстетику «старых» культовых фильмов, а также, безусловно, внёс и свой авторский вклад в культовое кино.